# La Mort de Tarelkine
La Mort de Tarelkine (en russe : Смерть Тарелкина, Smert Tarelkina) est une farce en trois actes d'Alexandre Soukhovo-Kobyline écrite en 1869. Elle est considérée comme le dernier volet de la trilogie dont les deux premiers sont Le Mariage de Kretchinski (1854) et L'Affaire (1861).

## Argument

### Ieracte
Le fonctionnaire Candide Tarelkine met en scène sa propre mort afin d'échapper aux créanciers. Il va s'arroger l'identité de son voisin Sila Kopylov, récemment décédé. Tarelkine a dérobé une correspondance compromettante au bureau de son chef Maxime Varravine et envisage de faire chanter ce dernier.
Les collègues de Varravine et Tarelkine se rassemblent dans l'appartement du défunt. Le crépuscule y règne, ce qui empêche les protagonistes de s’apercevoir qu'un mannequin repose dans le cercueil, d'ailleurs, ils évitent de s'approcher - avec l'aide de sa servante Mavroucha, Tarelkine avait fourré le cercueil avec du poisson pourri et l'odeur est insupportable. Le cercueil est donc cloué et conduit, surveillé par l'huissier de justice Raspliouïev vers le lieu de l'enterrement.

### IIeacte
Tarelkine, sous les traits de Kopylov, boit de la vodka en compagnie de Raspliouïev et commémore le défunt. Lioudmila Spiridonova, une femme aux formes généreuses, fait son entrée à ce moment. Elle prétend avoir eu deux enfants avec Kopylov. Tarelkine la fait sortir.
Varravine se présente sous les traits de Poloutatarinov en tête d'un groupe de créanciers, pour évaluer le patrimoine de Tarelkine. Tarelkine-Kopylov rapporte qu'il ne reste plus rien dans la maison et les envoie à la police. Varravine reste et parle en toute impartialité du «défunt». Tarelkine est offensé et Varravine le reconnaît.
Un policier arrive avec le message que Kopylov est décédé. Raspliouïev est surpris - si Kopylov est mort et qu'il a enterré Tarelkine lui-même, alors qui est devant eux ? Varravine-Poloutatarinov suggère que c'est un mort ressuscité et un vampire. On traîne Tarelkine à la police. Là, il est mis dans une cellule et privé d'eau.

### IIIeacte
Raspliouïev est chargé de ce cas extraordinaire. Il interroge les marchands Popougaïtchikov et Tchavkine, ainsi que le cantonnier Pakhomov, qui connaissaient Kopylov. Il fait arrêter Lioudmila Spiridonova pour sa relation avec le vampire. 
Le médecin prévient Raspliouïev que l'accusé est très faible, car déshydraté. On convoque Tarelkine et en échange d'un verre d'eau ce dernier avoue tout et rend les documents volés à Varravine. Il est ensuite libéré. 
À la fin de la pièce, Tarelkine fait part de son désir de partir pour Moscou et s'adressant aux spectateurs demande si quelqu'un ne chercherait pas un gérant pour son domaine.

## Personnages
- Candide Tarelkine, agent public qui usurpe l'identité de son voisin Sila Kopylov[3]
- Maxime Varravine, chef de Tarelkine, il se présente également sous les traits du capitaine Poloutatarinov, il porte les lunettes vertes et s'appuie sur une béquille[3].
- Ivan Raspliouïev, agent de police
- Lioudmila Spiridonova Brandakhlystova, compagne de Kopylov, lavandière
- Antiokhe Okhe, détective privé
- Mavroucha, servante de Tarelkine
- Flegont Popougaïtchikov, marchand de vin
- Tchvankine, le marchand
- Pakhomov, le cantonnier
- Christian Unmöglichkeit, le médecin
- Vanetchka, le scribe, fils de Raspliouïev
- Tchibissov, fonctionnaire
- Ibissov, fonctionnaire
- Omega, fonctionnaire
- Katchala, garde
- Chatala, garde

## Adaptations
- 1966 : Les Jours joyeux de Raspliouiev (ru) (Весёлые расплюевские дни) d'Erast Garine (Gorki Film Studio)